# Kati Naumann
Kati Naumann (* 12. Mai 1963 in Leipzig) ist eine deutsche Schriftstellerin, Autorin und Museologin.

## Leben
Kati Naumann studierte Museologie. Sie war als Museologin im Buchmuseum der Deutschen Bücherei Leipzig und im Musikinstrumenten-Museum der Universität Leipzig tätig. Sie schreibt Gedichte, lyrische Texte für Rockbands und Songtexte für verschiedene Künstler, so für das Klassik-Duo Marshall & Alexander. Ihr Musical Elixier mit Musik von Tobias Künzel wurde an der Oper Leipzig uraufgeführt. Naumann arbeitete für Musiksendungen des NDR Fernsehens. Für das ZDF schreibt sie beispielsweise Drehbücher für die Kindersendung „1, 2 oder 3“. Sie entwickelte mehrere Kinder-Hörspielreihen (u. a. „Die kleine Schnecke Monika Häuschen“) und schreibt diese fort.

### Familie
Naumanns Großeltern lebten im thüringischen Sonneberg an der innerdeutschen Grenze, im Sperrgebiet. Dort betrieben sie eine traditionsreiche Puppenfabrik.
Ihr Vater ist der Pressefotograf und Buchautor Martin Naumann (1932–2018), langjähriger Bildjournalist der Leipziger Volkszeitung. Kati Naumann ist der Mädchenname der Autorin – ihr bürgerlicher Name ist Kati Künzel.
Kati Naumann ist mit dem Sänger und Musiker Tobias Künzel von der Pop-Gruppe „Die Prinzen“ verheiratet. Das Ehepaar hat zwei erwachsene Töchter und lebt in Pönitz bei Taucha und in London. Ihre Tochter Pauline wurde Anfang der 2000er Jahre mit ihrem Band-Projekt Etwas bekannt.

## Werke (Auswahl)

### Bücher
- Fernwehland. HarperCollins, 2025, ISBN 978-3-365-00743-3.
- Die Sehnsucht nach Licht. HarperCollins, 2022, ISBN 978-3-365-00117-2.
- Wo wir Kinder waren. HarperCollins, 2021, ISBN 978-3-7499-0000-8.
- Was uns erinnern lässt. HarperCollins, 2019, ISBN 978-3-95967-247-4.
  - Hörbuch bei Lübbe Audio 2019
- mit Sofie Cramer: Nachtflug. Rowohlt, 2018, ISBN 978-3-499-27411-4.
  - Hörbuch bei audiomedia 2018
- Die große weite Welt der Mimi Balu. Knaur, München 2015, ISBN 978-3-426-51681-2.
- Die Liebhaber meiner Töchter. Knaur, München 2013, ISBN 978-3-426-51258-6.
  - Hörbuch bei Deutsche Grammophon Literatur (Universal Music) 2013, gelesen von Ruth Moschner
- Alte Liebe. Edition Büchergilde, Frankfurt am Main 2004, ISBN 3-936428-38-7.
- Was denkst du? Rowohlt, Berlin 2001, ISBN 3-688-10227-4.

### Hörbücher und Buch-CD-Kombinationen
- Die Liebhaber meiner Töchter. Berlin 2013
- 1, 2 oder 3 – das Quizbuch. Königswinter 2007
- Was denkst du? Köln 2002
- Circus Roncalli. Berlin
- Die kleine Schnecke Monika Häuschen. Berlin
- Im Feenreich. Frechen
- Im Reich der Wasserfee. Frechen
- Im Reich der Wurzelfee. Pönitz
- Lady Muffin & Herr Klops. Berlin
- Neues aus dem Feenreich. Pönitz
- Schulcafé Pustekuchen – Die Mogelmuffins München (Kinder-Hörspiel)
- Schulcafé Pustekuchen – Backe, backe, Hühnerkacke München (Kinder-Hörspiel)
- Niemals den roten Knopf drücken ... oder der Vulkan bricht aus München (Kinder-Hörbuch)
- Niemals den roten Knopf drücken ... oder die Roboter greifen an München (Kinder-Hörbuch)
- Niemals den roten Knopf drücken ... oder die Dinos drehen durch München (Kinder-Hörbuch)